# Syrphophagus injuriosus
Syrphophagus injuriosus är en stekelart som först beskrevs av Perkins 1906.  Syrphophagus injuriosus ingår i släktet Syrphophagus och familjen sköldlussteklar. Inga underarter finns listade i Catalogue of Life.